# Reprezentacja Kazachstanu w futsalu mężczyzn
Reprezentacja Kazachstanu w futsalu – zespół futsalowy, biorący udział w imieniu Kazachstanu w meczach i sportowych imprezach międzynarodowych, powoływany przez selekcjonera, w którym mogą występować wyłącznie zawodnicy posiadający obywatelstwo kazachskie. Za jego funkcjonowanie odpowiedzialny jest Kazakstannyh Futbol Federacijasy. Reprezentacja Kazachstanu do 2002 r. należała do AFC, natomiast od 2002 r. przynależy do UEFA.

## Udział w mistrzostwach świata
- 1996 – Nie zakwalifikowała się
- 2000 – Faza grupowa
- 2004 – Nie zakwalifikowała się
- 2008 – Nie zakwalifikowała się
- 2012 – Nie zakwalifikowała się
- . 2016 – 1/8 finału
- 2021 – 4. miejsce
- 2024 - Ćwierćfinał

## Udział w mistrzostwach Azji
- 1999 – 3. miejsce
- 2000 – 2. miejsce
- 2001 – Ćwierćfinał

## Udział w mistrzostwach Europy
- 2005 – Nie zakwalifikowała się
- 2007 – Nie zakwalifikowała się
- 2010 – Nie zakwalifikowała się
- 2012 – Nie zakwalifikowała się
- 2014 – Nie zakwalifikowała się
- 2016 – 3. miejsce